# フィン・ラウジング
フィン・アンダース・エギル・ラウジング（Finn Anders Egil Rausing、1955年9月1日 - ）は、スウェーデン出身の実業家、ビリオネアであり、フィン・ラウジング（Finn Rausing）として知られる。テトラパック社の創業一族であり、同社を傘下に置くテトラ・ラバル社を姉と弟とともに共同所有している。

## 来歴
ラウジングの祖父ルーベン・ラウジングは無菌包装技術（無菌充填包装）を発明した人物で、テトラパックで事業を起こしたことで知られている。
科学者であるルーベンは1940年代に三角錐の飲料パッケージを発明していたが、無菌包装技術を発明したのは1960年代のことで、ラウジングが子供だったその頃までは祖父の事業は小さく、資金繰りにも苦労していた。
父で学者肌のガドはテトラパック社の副社長を務め、叔父で経営に適性があったハンスは社長を任されており、1970年代に同社は大きく発展し、一族には莫大な富がもたらされたるようになった。しかし、この頃にはラウジングはすでに成人しており、子供時代にその恩恵はなかった。

### テトラ・ラバル社の買収
ラウジングも家業であるテトラパック社に入社し、1980年代に同社で財務部門の取締役を務めていたが、1990年頃に社長である叔父ハンスによって解任された。その理由は不明だが、叔父との折り合いが悪かったためだと考えられている。そのため、1990年から1993年にかけて、ラウジングはスウェーデンの大手企業であるアトラスコプコで働いた。
その頃、テトラパック社は、1991年に同国の農業機器メーカーであるデラバル社を買収し、社名は「テトラ・ラバル」となった。そして、1993年には叔父ハンスが同社の経営から退いた。
1995年、この時点で会社の半分を所有していた叔父ハンスが自身の持ち分を売却したいとガドに申し出て、ガドはこれに応じて、約400億クローナ（約70億米ドル）で買い取った。ラウジングは姉カーステン 、弟ヨルンと共にそれを等分で相続し、以降はテトラ・ラバル社はラウジングと姉弟の3人によって所有される企業となった。

### 事業の発展
ガド・ラウジングがハンス・ラウジングの株式持ち分を買い取った1995年当時、テトラ・ラバル社の価値は約800億クローナだった。ラウジングら姉弟が事業を引き継いで以降、弟ヨルンの主導により、戦略的な買収や研究開発への投資によって事業の拡大に成功し、2010年代までにテトラ・ラバル社の売上高は2倍に増え、グループの時価総額は約2000億クローナに到達した。同社は非上場だが、仮に上場していたとしたら、株式市場においてエリクソンやハンデルス銀行といった同国の大企業と同程度の地位を占めると考えられている。ラウジングら姉弟は、テトラ・ラバル社からの配当だけでも巨額の収入を得ることになり、それを投資に回すことでさらに資産を築いた。
2010年代の時点で、一族の中でスウェーデンに留まっていたのはラウジングのみであり、ラウジング自身は、テトラ・ラバル社のストックホルム支社（同社の本社はスイス）に執務室を構えていた。その後、ラウジングもスウェーデンを離れ、2023年現在はロンドンを拠点に活動しているとされる。1995年以降、同社の事業に直接は関わっていないと考えられている。

## 人物
三人全員がビリオネアであるラウジング姉弟は秘密主義であり、それぞれの人物について多くは明かされていない。ラウジングについては、スウェーデンの特殊船舶メーカーであるスウェーデンシップマリンや、スイスのレーシングチーム（F1チーム）であるザウバー、米国の香料メーカーであるインターナショナル・フレバー・アンド・フレグランス、といった、他の企業への投資家やオーナー（共同オーナー）としてその名が知られている。